# هبروسة
هُبْرُوسَة (الاسم العلمي: Velia)، جنس حشرات مائية قانصة من نصفيات الأجنحة (البقيات) وفصيلة الهبروسيات. أنواعها أربعة.